# Проповед
Проповед в широкия смисъл на тази дума е разпространение на идеи и учения във формата на лекции.
В християнската религия означава реч с религиозен характер, произнесена от свещеник в църква или храм. Задачата на проповедта е да запознае слушателите с Библията и да разясни учението на Иисус Христос. Думата проповед се среща много повече в Новия Завет отколкото в Стария.